# Hampala

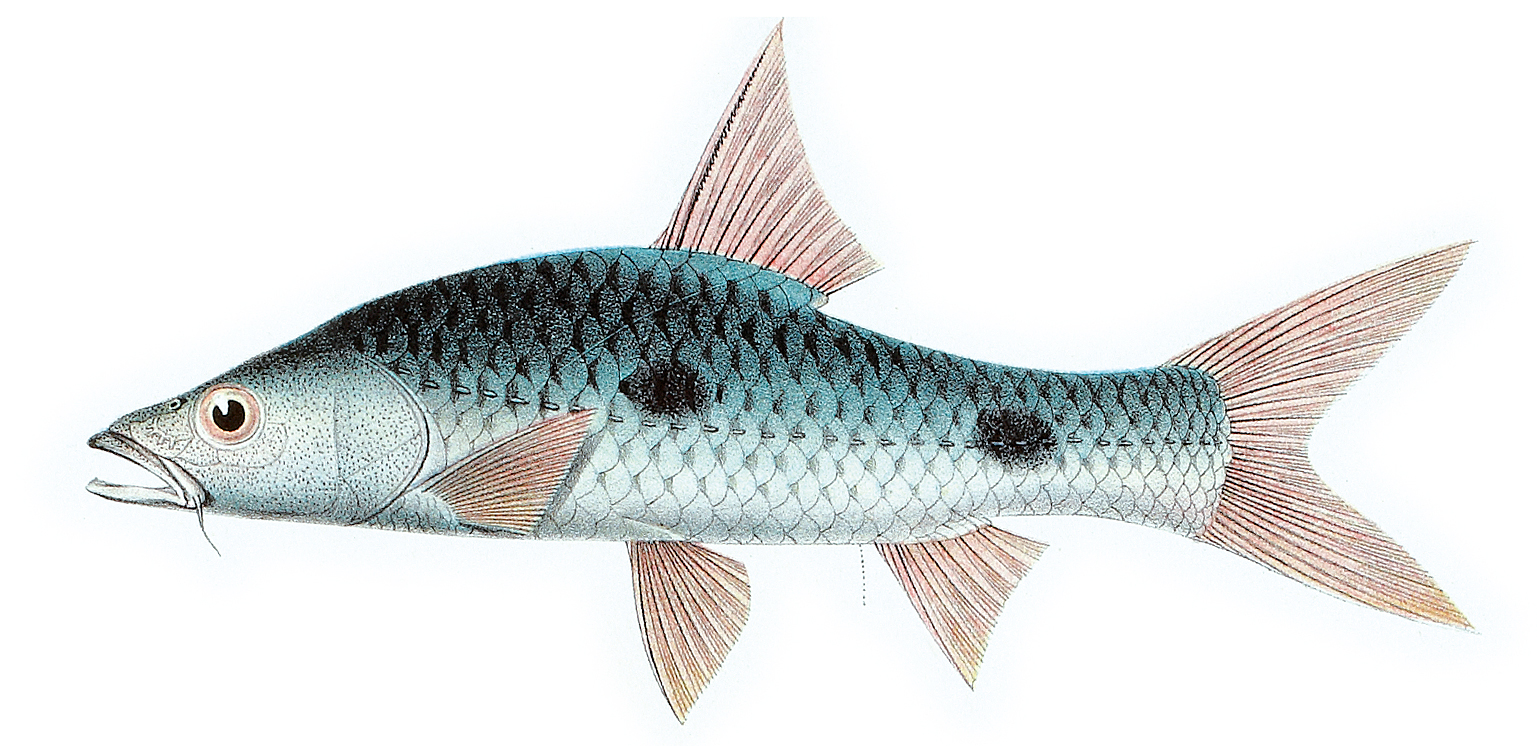
Hampala ampalong

Hampala es un género de peces de la familia Cyprinidae y de la orden de los Cypriniformes. Se encuentra en el Sudoeste Asiático.

## Especies
Tiene siete especies reconocidas:
- Hampala ampalong (Bleeker, 1852)
- Hampala bimaculata (Popta, 1905)
- Hampala dispar H. M. Smith, 1934
- Hampala lopezi Herre, 1924
- Hampala macrolepidota Kuhl & van Hasselt, 1823
- Hampala sabana Inger & P. K. Chin, 1962
- Hampala salweenensis A. Doi & Y. Taki, 1994